# Amyntas de Galatie
Pour les articles homonymes, voir Amyntas.
Amyntas de Galatie (en grec  Ἀμύντας ; mort en 25 av. J.-C.) est tétrarque puis roi de Galatie en 37 av. J.-C. et de Cilicie Trachée en 30 av. J.-C.

## Biographie
Amyntas était le fils de Brogitaros et de Adobogiona une des filles de Déiotaros.

### Roi de Galatie
Amyntas commence sa carrière comme secrétaire de Déiotaros avant d'épouser une des filles de nom inconnu du vieux tétrarque puis roi, qui avait réussi au cours de sa longue carrière à réunir l'ensemble des Galates sous son autorité. Amyntas est d'abord tétrarque des Trocmes, sans doute après le décès sans héritier de son beau-frère Brigotorix, fils de Déiotoros et tétrarque des Trocmes, et époux d'une autre fille du roi Déiotaros.
Avec l'appui de Marc Antoine, il succède comme roi de Galatie en 37 av. J.-C. à Castor II, petit-fils et successeur de Déiotaros, dont les héritiers sont cantonnés à la Paphlagonie.
Amyntas, avec opportunisme d'ailleurs comme son petit-neveu Déiotaros Philadelphe de Paphlagonie, abandonne le parti d'Antoine avant la bataille d'Actium. Il en est récompensé par l'annexion de la Lycaonie au sud  et les mains libres pour étendre son influence sur les  principautés de Derbé et de Laranda en Isaurie. Il reçoit également la Cilicie Trachée, qui était théoriquement sous l'autorité de Ptolémée Philadelphe, le fils de Cléopâtre VII et d'Antoine.
Amyntas est tué en 25 av. J.-C. alors qu'il combat des tribus insoumises de Lycaonie. Son royaume est immédiatement réduit en province romaine. La Cilicie et la Lycaonie sont données en 20 av. J.-C. à Archélaos de Cappadoce.

## Postérité
Les héritiers d'Amyntas sont encore par la suite de grands propriétaires fonciers en Galatie : Pylaiménès et Albiorix au Ier siècle et C. Julius Severus au IIe siècle.